# Vestergrenopsis elaeina
Vestergrenopsis elaeina är en lavart som först beskrevs av Wahlenb. ex Ach., och fick sitt nu gällande namn av Vilmos Kőfaragó-Gyelnik. Vestergrenopsis elaeina ingår i släktet Vestergrenopsis och familjen Placynthiaceae.  Arten är reproducerande i Sverige. Inga underarter finns listade i Catalogue of Life.